# ジェームズ・キャンベル (初代アーバイン伯爵)
初代アーバイン伯爵ジェームズ・キャンベル（英語: James Campbell, 1st Earl of Irvine、1611年9月25日洗礼 – 1645年9月13日埋葬）は、スコットランド貴族。

## 生涯
第7代アーガイル伯爵アーチボルド・キャンベルと2人目の妻アン（1635年1月12日没、旧姓コーンウォリス（Cornwallis）、サー・ウィリアム・コーンウォリスの娘）の息子として生まれ、1611年9月25日にチャペル・ロイヤルで洗礼を受けた。
1626年2月22日、スコットランド貴族であるキンタイア卿に叙された。その後、外国で軍務に就き、1636年から1641年にかけてフランス王国陸軍に従軍した。
1641年8月7日と11月7日にスコットランド王国議会に登院した記録が残っている。1642年3月28日、スコットランド貴族であるランディー卿とアーバイン伯爵に叙された。4月20日に国王チャールズ1世から衛兵1個連隊（4,500人）を招集してフランス王に提供する許可を与えられ、スコットランド教会総会も衛兵連隊のために牧師2名をフランスに連れていくことを許可した。
1645年に死去、9月13日に埋葬された。アーバイン伯爵とランディー卿は廃絶したが、キンタイア卿は異母兄アーチボルドが継承した。